# Forte e Chiara
Forte e chiara è stato un programma televisivo, andato in onda su Rai 1 nel 2024 con la conduzione di Chiara Francini.

## Il programma
La trasmissione, il cui titolo è ispirato all'omonimo libro scritto dalla stessa conduttrice, è stato un varietà in onda in prima serata su Rai 1 con la conduzione di Chiara Francini per tre puntate di mercoledì. Dopo le prime due serate, la Rai ha chiuso il programma in anticipo per bassi ascolti.  
Forte e Chiara è un programma di Chiara Francini scritto con Dimitri Cocciuti, Matteo Catalano, Alberto Di Risio, Carlotta Ercolino, Duccio Forzano, Francesco Maddaloni, Francesco Valitutti e con Sacha Lunatici, Tommaso Martinelli e Luigi Miliucci. È una produzione Rai Direzione Intrattenimento Prime Time, in collaborazione con Ballandi.

## Puntate
| Puntata | Messa in onda  | Ascolti        | Ascolti | Fonti | Ospiti |
| Puntata | Messa in onda  | Telespettatori | Share   | Fonti | Ospiti |
| ------- | -------------- | -------------- | ------- | ----- | --- |
| 1       | 10 aprile 2024 | 2 176 000      | 13,90%  | [ 4 ] | Pippo Baudo, Luca Argentero, Nino Frassica, Lillo, Laura Chiatti, Carlo Conti, Leonardo Pieraccioni, Giorgio Panariello, Marco Masini, Vito Coppola, Gianfranco Ravasi |
| 2       | 17 aprile 2024 | 1 784 000      | 11,20%  | [ 6 ] | Mara Venier, Massimo Lopez, Tullio Solenghi, Rocco Siffredi, Giovanna Botteri, Diletta Leotta, Paola Iezzi                                                             |
| Media   | Media          | 1 980 000      | 12,55%  |       | |